# Club Deportivo Badajoz (1905-2012)
El Club Deportivo Badajoz fue un club de fútbol español de la ciudad de Badajoz. Fue fundado en 1905 por la fusión del Racing Club y el Sport Club Badajoz y tras finalizar la temporada 2011-12 en la Segunda División B, el 19 de junio de 2012, entró en liquidación al votar la Agencia Tributaria y la Tesorería General de la Seguridad Social (acreedores mayoritarios del club) en contra de las propuestas de pago del club, a través de concurso voluntario de acreedores como plan de viabilidad futura, de la deuda contraída con estos y otros acreedores minoritarios. Finalmente el club fue liquidado con masa activa insuficiente y la sociedad quedó extinguida en el año 2012.
Fue el club de fútbol decano de Extremadura, contando en su haber con 20 participaciones en la Segunda División española y 42 ediciones de la Copa del Rey. Además organizaba el famoso Trofeo Ibérico desde el año 1967, que se jugaba en el antiguo campo de Estadio El Vivero (1909-2009), reuniendo durante años a los mejores equipos de Europa y América, y del cual resultó campeón en dos ocasiones.
Varias veces se quedó a las puertas de jugar en Primera división española, pero nunca llegó a hacerlo. Jugó además en segunda división desde la temporada 53/54 (primera en la división de plata), hasta la 02/03.
Su tradicional rival en la región fue el CP Cacereño. Sin embargo la coincidencia en Segunda división española durante la década de los noventa con el desaparecido CP Mérida, con intensos derbis, hizo que existiera una fuerte rivalidad con su heredero, el Mérida UD. También cabe señalar la relación de especial cordialidad que la afición del decano extremeño tiene con la afición almendralejense del Extremadura UD, sucesor del desaparecido CF Extremadura.

## Fundación y primeros años
Las raíces más lejanas del C.D. Badajoz empezaron el 15 de agosto de 1905 con la fundación del Sporting Club del Liceo que lo formaban en sus inicios jóvenes aficionados al fútbol del Liceo Artístico y Literario de la ciudad, Sociedad cultural fundada en la temprana fecha de 1843 por miembros de la Real Sociedad Económica de Amigos del País de Badajoz, deporte que se venía practicando con asiduidad, al menos, desde 1899, por otra histórica Sociedad, el Gran Gimnasio de Badajoz.
Inicialmente su actividad se limitaba a participar en enfrentamientos amistosos con equipos de la zona, sobre todo con equipos militares como los de Cáceres, Mérida o Plasencia, y portugueses de Elvas, Portalegre, Évora y Lisboa. En 1910 se inscribió en la recién creada Federación Española de Clubs de Foot-ball, precedente de la Real Federación Española de Fútbol, junto a otros clubes como FC Barcelona, Vigo FC, Tarragona FC, Pamplona, Sociedad Gimnástica Española, Irún SC, Real Fortuna de Vigo, el Club Español de Madrid y el Comercial Foot-ball Club, este último también de la ciudad de Badajoz. Intervenía entonces ya en diversos campeonatos oficiales de carácter regional o la Copa Federación Sur. Es preciso destacar la figura de Don Miguel Ávila, presidente a la vez que entrenador del club durante los primeros años.
El club se convirtió en miembro de la liga cuando Francisco Fernández Marquesta (Conde de la Torre del Fresno), uno de los grandes mecenas del Club, legó al equipo su primer campo, el Vivero, en 1931, terreno que ya utilizaba en "usufructo" desde 1917 -año en el que se construyeron unos sencillos pero interesantes vestuarios de estilo Neogótico, derribados recientemente-. El 13 de mayo de 1909, se había inaugurado este mítico campo de fútbol con un partido internacional, que enfrentó al Badajoz -llamado entonces Club Sportivo Pacense y que vestía indumentaria totalmente blanca con las iniciales del club en rojo- y al Club Internacional de Lisboa, campeón de Portugal.
En 1915 adoptó la indumentaria actual, con camiseta de franjas verticales blanquinegras, pantalón blanco y medias negras, bajo la denominación de Sport Club Badajoz. Contaba entre sus filas con legendarios jugadores como Doncel, Márquez, Matita y Moratinos.
En 1936 los dos clubes más importantes entonces de la ciudad y de la región, Sport Club Badajoz y Racing Club, unieron sus fuerzas para lograr el ansiado ascenso a la Segunda División, manteniéndose la antigüedad del primero (1905), bajo la denominación de Badajoz Foot-ball Club. Se formó una directiva mixta y un equipo con jugadores de ambos clubes, vistiendo temporalmente una camiseta azul, con el escudo de la ciudad de dos leones. La empresa fue efímera y se vio truncada por el inicio, ese mismo año, de la Guerra Civil española. En 1939 recuperó el antiguo e histórico nombre de Sport Club Badajoz y los simbólicos colores blanquinegros y el 21 de enero de 1941 adoptó el nombre de Club Deportivo Badajoz -traducción literal del anterior-, en cumplimiento de la nueva Ley que prohibía el uso de extranjerismos.
En 1943 la RFEF decidió reestructurar la Tercera División para darle más auge con la inclusión de clubs pertenecientes a capitales de provincia o ciudades importantes. Así, el club pacense compitió en el Grupo VI junto a clubs de su región y de la Federación Castellana, un binomio que se mantuvo hasta la temporada 45/46. En la temporada 43/44 fue subcampeón tras el C.D. Cacereño y alcanzó el Campeonato en la siguiente edición 44/45 lo cual le permitió jugar la Fase Intermedia para ascender a Segunda División. En esta fue cuarto y cayó eliminado. En la temporada 45/46 repitió el título pero en la Fase Intermedia fue sexto y último. Desde aquí hasta el final de la década, aunque se confeccionaron buenas plantillas, el club no volvió a entrar en una Promoción de Ascenso y se mantuvo plácidamente en Tercera Divisisón.
Tan deseado momento y objetivo llegó en la campaña 52/53 de la mano del entrenador Pepe Sierra. Con un equipo totalmente nuevo y siendo presidente Francisco Reina fueron Campeones del Grupo IV y consiguieron el ascenso directo a Segunda División. Con este ascenso se inicia la primera época de esplendor del club pacense, pues participó durante siete temporadas consecutivas en la categoría de plata. Encuadrado en el Grupo II de la Segunda División, el club blanquinegro se adaptó rápidamente a la categoría y no pasó apuros durante sus primeras campañas. Destaca la temporada 56/57, en que terminó séptimo clasificado. En la temporada 58/59 sufrió su primer susto al quedar decimocuarto y tener que disputar una Promoción de Permanencia con un club de Tercera División. El rival fue el gaditano Jerez C.D., con quien empató 0-0 en la ida y fue derrotado por 4-0 en El Vivero. En la siguiente campaña 59/60, el C.D. Badajoz cayó irremediablemente en desgracia y finalizó decimosexto y último clasificado, descendiendo a Tercera División.

## Historia reciente
El final de la década de los ochenta transcurre con campañas cercanas al ascenso a Segunda División, como el subcampeonato de la sesión 87/88, pero no es hasta los recién estrenados noventa cuando empieza a mostrar sus aspiraciones reales. Así pues en la campaña 90/91 es meritoriamente Campeón de su grupo de Segunda División B, con Félix Castillo en la presidencia, pero en la Promoción de Ascenso no tiene excesiva fortuna y es superado por la SD Compostela, quedando atrás CD Alcoyano y Deportivo Alavés. Será en la siguiente temporada 91/92 cuando consiga ascender a Segunda División A, al ser segundo en su grupo, dirigidos por Rogelio Palomo en su sexta campaña consecutiva al frente del equipo, y superar en la Promoción a: Cartagena FC (equipo al que derrotó en la última jornada por 5-1 culminándose así el ascenso), Deportivo Alavés y Real Sporting de Gijón “B”.
Con este ascenso, el C.D. Badajoz inicia la segunda época de esplendor en su historia que se ve respaldada con once campañas consecutivas en la división de plata. Volviendo a la categoría profesional con Paco Herrera a los mandos del equipo en la temporada 92/93, destacan en este periodo las temporadas 95/96, siendo entrenador el británico Colin Adisson en la que se alcanza un meritorio sexto puesto y casi se roza con la punta de los dedos la Primera División al empatar a 62 puntos con el C.F. Extremadura, quinto clasificado y que a la postre ascendería en la Promoción, repitiendo la 96/97 con Antonio Maceda como técnico y quedando de nuevo sexto por tercera vez consecutiva la sesión 97/98, esta vez bajo las órdenes de Miguel Ángel Lotina. Durante este periodo cabe reseñar la transformación en Sociedad Anónima Deportiva efectuada en 1994, con un capital social de 113 millones de pesetas y cambiando la sociedad a Club Deportivo Badajoz, S.A.D.. El cierre a este glorioso ciclo viene con la temporada 02/03 en la que se es último con veinticuatro derrotas y con un club endeudado ante los grandes dispendios realizados en los años anteriores para conservar la categoría de plata.
Durante la década de los 90, la época dorada de la historia del club hasta la fecha, bajo la presidencia del exfutbolista pacense Adelardo Rodríguez, fue comprado al Grupo Bahía por la entidad EsfingeXX, siendo su administrador el presentador argentino Marcelo Tinelli. Durante el corto mandato de Tinelli el club obtuvo una repercusión internacional, especialmente en iberoamérica, y registró las mayores cifras de abonados de su historia (5.600 en la temporada 98/99, siendo el récord anterior a finales de los setenta, con Carlos Uriarte de presidente y 4.800 abonados). En agosto de ese año el equipo debutó en Segunda con varios jugadores conocidos como David Bisconti, Alejandro Mancuso, Alejandro Limia, Martín Romagnoli, Giustozzi, Ezequiel Castillo, Mauricio López, los hermanos Fernando y Patricio D'Amico o el brasileño Luis Fernando. A su vez, el cuerpo técnico estaba compuesto por Toti Iglesias e Hilario Bravi. Y hasta la marca Topper se hizo un lugar en el proyecto para vestir al club albinegro y la italiana Parmalat para patrocinarlo.
En ese momento la expectativa y el sueño era enorme, más aún porque sonaban con insistencia los nombres de Jorge Burruchaga y Claudio Paul Caniggia para reforzar el mediocampo y el ataque, e incluso Diego Armando Maradona para inaugurar el Estadio Nuevo Vivero. Sin embargo ellos jamás llegaron.
La aventura argentina del Club Deportivo Badajoz terminó, dos temporadas más tarde, con el abandono del proyecto por parte de su dueño y la cesión del club al abogado oscense Javier Tebas y la posterior venta al empresario portugués Antonio Barradas, bajo la presidencia del cual el club descendió de Segunda División a Segunda división B en la temporada 2002-2003.
En la temporada 2003-2004, a las órdenes de Felines primero y Juanma Generelo en el último tramo de la temporada, el equipo se clasificó para jugar la liguilla de ascenso a Segunda división. Aunque llegó con opciones al último partido del Grupo B integrado por Pontevedra CF, Lorca y Mirandés, finalmente no consiguió el ascenso de categoría. En la temporada 2004-2005 estuvo cercana su desaparición, pero la voluntad de sus fieles seguidores, hicieron que el club mantuviese su identidad y continuara su camino haciendo del Club Deportivo Badajoz un club centenario; y hasta hoy alma y corazón del fútbol de la capital pacense.
De este modo, en la temporada 2005-2006 celebró su centenario bajo la dirección de su dueño Eloy Guerrero, y de la mano deportiva de Antonio 'Nene' Montero. Con motivo de los cien años de historia el club presenta el logo-símbolo del centenario y una nueva versión de su himno, a cargo de la banda pacense Veinte:30. El 4 de abril de 2006 una delegación del Club Deportivo Badajoz fue recibida en audiencia oficial en el Palacio de la Zarzuela por S.A.R. el Príncipe de Asturias,  y se le entrega la Real orden del mérito deportivo con motivo del centenario del club. Los actos del centenario del Club Deportivo Badajoz culminan con un partido en el que se enfrenta al Sevilla CF, flamante campeón de UEFA, y en el que el club pacense vence por 3 goles a cero.
El día 31 de julio del año 2006 siendo máximo accionista Eloy Guerrero y siendo alcalde de la ciudad Miguel Celdrán, el C.D. Badajoz desciende a Tercera división tras no pagar en el plazo impuesto por la AFE a los jugadores. Unos pocos aficionados se reunieron a las 20:00 en los aledaños del Estadio Nuevo Vivero con la esperanza de que el Badajoz se salvara, pero no fue así. Sobre las 22 horas, Eloy Guerrero confirmaba a los allí presentes que no haría frente a la deuda contraída con los jugadores y que por tanto se vería abocado al descenso, como así se confirmó a las 0:00 del día 1 de agosto de 2006.
Una vez en Tercera, Eloy Guerrero llega a un acuerdo para la compraventa del C.D. Badajoz con el empresario y presidente de AD Cerro de Reyes, Antonio Olivera Méndez "Cachola". Pero por diversos problemas ese acuerdo no se hace efectivo y las dos partes se enfrentan en un largo proceso legal que finalmente se cierra con la desestimación del acuerdo y la propiedad vuelve a Eloy Guerrero. Durante ese vacío de poder por la disputa entre los dos empresarios los aficionados se organizan en la asociación Ambición Blanquinegra y llegan a un acuerdo con Eloy Guerrero para gestionar del club durante dos años
La temporada 2006-07 el club mantiene durante toda la temporada a Vicente Colin como entrenador, realizando una exitosa campaña teniendo en cuenta los complicados comienzos y un equipo formado por jugadores locales sin remuneración económica.
La 2007-08, tras un comienzo complicado el Badajoz apuesta por el pacense Job, exjugador de Espanyol y Betis, que da un cambio al juego del equipo conectando con la afición y haciendo disfrutar sobre el césped. 
En el año 2007, gracias a la gestión de Ambición Blanquinegra el club tuvo su reconocimiento nacional con la concesión, por parte de la Secretaría de Estado para el Deporte de la Placa de Plata de la Real Orden del Mérito Deportivo con motivo de su centenario y de una larga y fructífera trayectoria en la formación deportiva.
Ambición Blanquinegra durante su etapa se caracterizó por luchar por reconocimientos públicos al CD Badajoz, que en esa etapa se encontraba con la mayoría de instituciones dándoles la espalda. Además de la Real Orden del Mérito Deportivo, logró con la colaboración de la Junta de Extremadura la organización del Primer encuentro de la Selección Extremeña Absoluta, que fue ante Guinea Equatorial en el Nuevo Vivero. Más tarde y desvínculados del club, lograron el reconocimiento al club de una calle que lleva su nombre tras presentar la documentación oficialmente en el Ayuntamiento de la ciudad.
A principios de la temporada 2008-09, Eloy Guerrero llega a un acuerdo con un grupo de personas relacionadas con el deporte para que se hagan cargo de la gestión del club durante 3 temporadas, con Antonio Guevara como presidente de la Gestora.
La temporada 2008-09 fue la de la ilusión y desilusión. El C.D. Badajoz se mantuvo siempre entre los equipos con derecho a jugar la fase de ascenso mientras Job entrenó al equipo, a mitad de temporada, y por motivos aún desconocidos, se le cesa y con la llegada de Fael el equipo cae a pique, quedando finalmente en 5.ª posición, fuera de la eliminatoria de ascenso a segunda B.
También en el año 2009, la Asociación Extremeña Argentina nombró padrino de dicha institución al Club Deportivo Badajoz, en señal de gratitud por el apoyo que el club ofreció al equipo de fútbol de esa asociación llamado Real Extremadura y que viste la camiseta del C.D. Badajoz con su mismo escudo, en otra de las gestiones realizadas por Ambición Blanquinegra.
Para la temporada 2009-10 se fichó a Adolfo Muñoz como entrenador, proveniente del Sporting Villanueva Promesas. Tras algunas dudas iniciales acerca de la continuidad del proyecto, finalmente el equipo sale a competir una temporada más.
En esta nueva temporada se produce un cambio accionarial, Eloy Guerrero que formó una directiva propia ese verano con personas procedentes de anteriores directivas, vende sus acciones en el mes de noviembre a un grupo de gestión de empresarios relacionados con el fútbol encabezados por el empresario Carlos Uriarte, quien ya fuera presidente en las temporadas de 1979 a 1982. Además, como personas importantes en el club, entran inicialmente Jaume Llauradó, José Luis Burgueña y el exciclista profesional Mauro Gianetti, encargado del área de marketing del club. De nuevo la afición pacense encuentra motivos para la ilusión.
Finalizada la temporada, en la liga regular batió récords, siendo el club en categorías nacionales con mejores registros, con 101 puntos y 109 goles a favor. Campeón indiscutible del Grupo 14 de la Tercera División, disputó la Promoción de ascenso a Segunda B enfrentándose al Atlético Mancha Real, campeón del Grupo 9 de Tercera División, en eliminatoria a ida y vuelta. Tras perder por 2 goles a 1 en el partido de ida, en la vuelta disputada en el Nuevo Vivero ante más de diez mil espectadores consiguió vencer por 1 a 0 con gol de Ruby en la ejecución de un "penalty" cometido sobre Tete, logrando el ascenso y llevando el delirio a las gradas y las calles de la capital pacense. Comienza así una nueva y esperanzadora etapa en la longeva historia del decano del fútbol en Extremadura.
Durante la temporada 2010/2011, tras un año difícil, el equipo consiguió mantenerse en la categoría de Segunda División "B" en la última jornada de liga, al ganar al Universidad Las Palmas por 1-0 con gol, en el minuto 73, de Juan Carlos Ortiz. En el transcurso de esta misma temporada el club se acoge a la Ley Concursal mediante concurso voluntario de acreedores con el fin de mitigar la deuda que lastra la economía de la entidad y condiciona su potencial deportivo. Dicha deuda está estimada en torno a los 8 millones de Euros.

## Liquidación
Durante la temporada 2011/2012 el club logró salvarse del descenso a Tercera División a falta de dos jornadas, fue una temporada marcada por problemas institucionales, deportivos y económicos que dieron lugar a diversos motines de jugadores en el vestuario y el entrenador por retrasos en los pagos de sus nóminas, el entrenador Víctor Torres Mestre fue el primero en abandonar el barco tras una rueda de prensa bochornosa a mitad de temporada, le sustituyó su segundo, Moisés Arteaga que en ningún momento estuvo a la altura del club y encadenó una racha de derrotas históricas, abocando al club a la lucha por la permanencia, finalmente fue cesado a cinco jornadas del final, y fue sustituido por Alberto Monteagudo que logró al llegar enderezar el rumbo del equipo, consiguiendo cuatro victorias en los últimos cinco partidos, logrando la permanencia a falta de dos jornadas del final y firmar un fin de temporada tranquilo.
La temporada finalizaba bien, con el objetivo cumplido, pero el club se jugaba algo más en ese concurso de acreedores, se jugaba la supervivencia, todo dependía de dicho acuerdo que se daría a conocer el 19 de junio, la afición se volcó con varias manifestaciones en apoyo al club, pero las instituciones ya le había dado la espalda, el 19 de junio de 2012 se dictaba sentencia, Hacienda y Seguridad Social rechazaban el concurso, evitando la firma del convenio y se decretaba la liquidación del club, sentencia que sentó precedentes ya que hasta la fecha ningún club del fútbol español se le había rechazado dicho convenio, Hacienda y Seguridad Social acababan con un club Histórico, que poco a poco se iba muriendo, ponían fin a 107 años de Historia, al Decano del Fútbol Extremeño, produciendo una gran conmoción y tristeza en la ciudad. La Plataforma de aficionados Club Deportivo Badajoz Historia Viva, peleó todo lo posible por mantener vivo el club, se organizaron manifestaciones a las puertas del Ayuntamiento, pero de nada sirvió ya, la propiedad en manos de Carlos Uriarte e Íñigo Landa decidió no seguir adelante y tomó la decisión de no inscribir al equipo en Segunda División B, ni pagar lo que adeudaba a los jugadores y empleados, ya que la orden de liquidación pesaba demasiado para salir a competir y por miedo a que se liquidara el club a mitad de temporada, finalmente el Club Deportivo Badajoz SAD dejaba de existir, y con él, la ciudad de Badajoz perdía a su equipo de fútbol más querido y representativo.

## Club Deportivo Badajoz 1905
En 2012 se funda el Club Deportivo Badajoz 1905 como una sociedad compuesta inicialmente por sus socios fundadores y posteriormente por todos aquellos abonados con antigüedad de más de tres temporadas que voluntariamente quieran participar. La plataforma Historia Viva, algunos exmiembros de Ambición Blanquinegra, peñas y aficionados fieles deciden empezar de cero y crear este nuevo club, con la cantera del C.D Badajoz como base y así perpetuar un sentimiento y firmar un punto y seguido a los 107 años de historia del CD Badajoz. Tras varios trámites institucionales y administrativos nace el 26 de julio de 2012 el Club Deportivo Badajoz 1905; dicha fecha (1905) hace honor y referencia al nacimiento del extinto C.D Badajoz. El Club Deportivo Badajoz 1905 parte desde la categoría más baja del fútbol extremeño, 1.ª Regional y en dos años asciende dos veces hasta situarse en categoría nacional 3 división grupo XIV para en pocos años buscar situar a la institución en los puestos que por historia le corresponden.
Posteriormente a su fundación la nueva sociedad adquirió los derechos sobre el escudo, la marca y el distintivo histórico del Club Deportivo Badajoz para recuperar así su nombre original y señas de identidad, así como los trofeos y resto de bienes, en la subasta pública previa a la liquidación de la Sociedad Anónima Deportiva Club Deportivo Badajoz (club con el número federativo 1001) fundado en 1905 y extinto en 2012 (extinguiendo su personalidad jurídica en 2016).

## Uniforme
- Uniforme titular: camiseta a rayas verticales negras y blancas, pantalón blanco y medias blancas, pudiendo utilizar también pantalón y medias negras.

- Uniforme alternativo: camiseta, pantalones y medias rojas.

- Marca Extremadura e Imagina Badajoz sponsorizaron las equipaciones 2010/2011 de la primera plantilla, ambos logos se situaron en la parte delantera de la camiseta.
- Elements fue la firma proveedora de las diferentes equipaciones oficiales del club desde la temporada 2009/2010.

### Cronología de uniformes
La siguiente tabla detalla cronológicamente las empresas fabricantes de indumentaria y los patrocinadores que ha tenido el Club Deportivo Badajoz desde los años 1990 hasta la actualidad:
| Periodo   | Firma deportiva  | Patrocinador                                | Otro(s) patrocinador(es)               |
| --------- | ---------------- | ------------------------------------------- | -------------------------------------- |
| 1986-1987 | Puma             | Delta Cafés                                 | Ninguno                                |
| 1990-1994 | Puma             | Caja Badajoz                                | Ninguno                                |
| 1994-1995 | Luanvi           | Caja Badajoz                                | Ninguno                                |
| 1995-1997 | Luanvi           | RSI Lubricantes                             | Ninguno                                |
| 1997-1998 | Puma             | RSI Lubricantes                             | Ninguno                                |
| 1998-1999 | Topper           | Parmalat                                    | Ninguno                                |
| 1999-2000 | Joma             | Parmalat                                    | Ninguno                                |
| 2000-2001 | Joma             | FuTVol.com                                  | Ninguno                                |
| 2001-2002 | Bemiser          | FuTVol.com                                  | Ninguno                                |
| 2002-2003 | Bemiser          | Financa                                     | Ninguno                                |
| 2003-2005 |                  | Imagina Badajoz                             | Intersport C. C. Conquistadores Urende |
| 2005-2006 | Bemiser          | Unipromo                                    | Logo Centenario Los Riscos             |
| 2006-2007 | Puma             | Sin patrocinador                            |                                        |
| 2007-2008 | Movement         | Sin patrocinador                            |                                        |
| 2008-2009 | Puma             | Sin patrocinador                            |                                        |
| 2009-2010 |                  | Logo Centenario                             |                                        |
| 2010-2011 | Extremadura      | Imagina Badajoz                             |                                        |
| 2011-2012 | Sin patrocinador | Fundación Jóvenes y Deporte Imagina Badajoz |                                        |

#### Evolución primer uniforme
| 1915 | 1936 | 1990 - 1994 | 1994 - 1995 | 1997 - 1998 | 1998 - 1999 | 1999 - 2000 | 2000 - 2001 |

| 2002 - 2003 | 2003 - 2005 | 2005 - 2006 | 2006 - 2007 | 2007 - 2008 | 2008 - 2009 | 2009 - 2011 | 2011 - 2012 |

## Himno
La letra original de los himnos del CD Badajoz es de Jesús Delgado Valhondo; la música original de Pablo Romero Aradilla.

## Estadio
El Estadio Nuevo Vivero era el escenario habitual de los partidos del Club Deportivo Badajoz. Fue inaugurado en 1998, con capacidad para 14.175 espectadores sentados, dimensiones de 105x68 y de césped natural.
- El partido inaugural enfrentó el 2 de diciembre de 1998 al Badajoz con el Club de Fútbol Extremadura con el resultado final de 0-0.
- El primer partido oficial que se disputó tuvo lugar el 6 de diciembre de 1998 y fue un Club Deportivo Badajoz - CD Toledo de Segunda División, que acabó con victoria visitante por 0 a 1. La primera victoria local tuvo lugar el 20 de diciembre de 1998, cuando el Club Deportivo Badajoz derrotó al Real Sporting de Gijón por 2 a 0.
- Ha albergado dos partidos internacionales de la Selección española de fútbol. El 8 de septiembre de 1999, España se enfrentó a Chipre en un partido de clasificación para la Eurocopa de 2000 que terminó con el resultado de 8–0 a favor de España. Siete años después, El 2 de septiembre de 2006, y con motivo de las celebraciones del centenario del club, España ganaba 4–0 a Liechtenstein en un partido de clasificación para la Eurocopa de 2008.

### Estadios históricos
- Liceo Artístico (1905-1908)
- Real de la Feria (1908-1915)
- Campo de Santa Marina (1915-1917)
- Estadio El Vivero (1917-1998)[30]
- Estadio Nuevo Vivero (1998-2012)

## Denominaciones
- Sporting Club del Liceo (1905-1908)
- Club Sportivo Pacense (1908-1910)
- Badajoz Sporting Club (1910-1915)
- Sport Club Badajoz (1915-1936)
- Badajoz Foot-ball Club (1936-1939)
- Sport Club Badajoz (1939-1941)
- Club Deportivo Badajoz (1941-1992)
- Club Deportivo Badajoz, S.A.D. (1992-2012)

## Trayectoria
- Temporadas en 1.ª: 0
- Temporadas en 2.ª: 20 (ocupa el puesto 32 de 160 equipos, de la Clasificación Histórica).
- Temporadas en 2.ªB: 18 (incluida 2011-12).
- Temporadas en 3.ª: 32 (hasta la temporada 1977-78 que se creó la 2.ªB equivalía a esta como tercera categoría del fútbol español).
- Mejor puesto en la LaLiga: 6º en Segunda División de España (95-96, 96-97 y 97-98).
- Peor puesto en la LaLiga: 22º en Segunda División de España (02-03).
- Participaciones en la Copa de S.M. el Rey: 42 (la primera en la temporada 43-44, la última en la 2010-11).
- Mejor resultado en la Copa de S.M. el Rey: Octavofinalista (93-94, 94-95 y 01-02).

### Resumen estadístico
Nota: En negrita competiciones activas.
| Competición                  | P.J. | P.G. | P.E. | P.P. | G.F. | G.C. | Mejor resultado |
| ---------------------------- | ---- | ---- | ---- | ---- | ---- | ---- | --------------- |
|                              |      |      |      |      |      |      |                 |
| Segunda división             | 724  | 238  | 200  | 286  | 845  | 963  | 6º              |
| Segunda división B           | 684  | 291  | 160  | 233  | 862  | 702  | Campeón         |
| Tercera división             | 1032 | 537  | 195  | 300  | 2106 | 1233 | Campeón         |
| Campeonato de España de Copa | ??   | ??   | ??   | ??   | ??   | ??   | 1/8             |
| Total                        | ??   | ??   | ??   | ??   | ??   | ??   | 8 Títulos       |

## Resultados históricos
- Badajoz-Cartagena FC (5–1, 28 de junio de 1992)
- Badajoz-UE Figueres (7–1, 14 de febrero de 1993)
- CD Leganés-Badajoz (2–6, 31 de octubre de 1993)
- Badajoz-Burgos CF (5–1, 21 de noviembre de 1993)
- FC Barcelona B-Badajoz (1–5, 20 de abril de 1996)
- Badajoz-Elche CF (5–0, 14 de septiembre de 1997)
- Badajoz-Sevilla FC (2–0, 22 de febrero de 1998)
- Córdoba CF-Badajoz (0–4, 22 de abril de 2000)
- Badajoz-Sevilla FC (Campeón de la UEFA 2006) (3-0, 25 de mayo de 2006). Partido del Centenario del CD Badajoz.
- Mérida UD-Badajoz (0-5, 13 de diciembre de 2009)
- Badajoz-Liverpool FC (Reserves) (1-0, 6 de mayo de 2010. Partido amistoso)

## Jugadores

### Jugadores con más partidos oficiales
| Pos. | Jugador                                    | Año inicio-año fin. | N.º Partidos | En 2.ªdiv. |
| ---- | ------------------------------------------ | ------------------- | ------------ | ---------- |
| 1    | José Antonio Valverde, 'Tigre' Valverde    | 1982-1995           | 401          | 65         |
| 2    | Juan Antonio Rodríguez Caro, Rodri         | 1987-1998           |              | 200        |
| 3    | Carlos Luis Torres Martínez, Carlos Torres | 1995-2000           | 182          | 182        |
| 4    | Jesús Emilio Díez de Mier, Txutxi          | 1997-2002           | 160          | 160        |
| 5    | Manuel Pinto Garrido, Manolo Pinto         | 1994-1999           | 146          | 146        |
| 6    | José María Cidoncha Molina, Cidoncha       | 1992-2003           |              | 137        |
| 7    | Emilio López, Emilio                       | 1994-1999           | 132          | 132        |
| 8    | Rafael Pozo Reinoso, Rafa Pozo             | 1990-1997           |              | 130        |
| 9    | Mario Rico Rodríguez, Cubillas             | 1994-2000           | 125          | 125        |
| 10   | Antonio Moreno Domínguez, Antonio Moreno   | 1995-2000           | 119          | 119        |
| 11   | Javier Moro León, Xavi Moro                | 2000-2003           | 110          | 110        |
| 12   | Josep María Sala Boix, Sala                | 1995-1998           | 105          | 105        |
| 13   | Jorge Zafra Herrera, Jorge Zafra           | 2000-2006           |              | 101        |
| 14   | Patricio Rubio Bernal, Patri               | 1996-2000           | 100          | 100        |
| 15   | Adolfo Baines Pilart, Baines               | 2000-2003           | 99           | 99         |

*Fuente: bdfutbol.com
El 12 de abril de 1993, Óscar de Paula se convirtió, con 17 años, en el canterano más joven en debutar en Segunda con la camiseta blanquinegra por delante del mítico Adelardo y Toni Cabello.

### Máximos goleadores de la historia
| Pos. | Jugador           | N.º Partidos | Goles. |
| ---- | ----------------- | ------------ | ------ |
| 1º   | Rafa Pozo         |              | 107    |
| 2º   | Paco Herrera      |              | 79     |
| 3º   | Isidoro           |              | 72     |
| 4º   | Abilio            |              | 69     |
| -    | Velázquez         |              | 69     |
| 6º   | Juan Muñoz Cerdá  |              | 56     |
| 7º   | Tapia             |              | 55     |
| -    | Juan Manuel López |              | 55     |
| 9º   | Macarro           |              | 54     |
| -    | Elizondo          |              | 54     |
| 11º  | Rodri             |              | 49     |
| 12º  | Carlos Torres     | 182          | 45     |
| 13º  | Paco Alegre       |              | 44     |
| -    | Blázquez          |              | 44     |
| 15º  | Bravo             |              | 43     |
| 16º  | Marmesat          |              | 41     |

*Fuente: baluarteblanquinegro.com
Rafa Pozo es el máximo goleador de la historia de la entidad. Además tiene el honor de haber conseguido el gol número 500 del club en Segunda división. Fue el 16 de octubre de 1994, en la séptima jornada de liga de la temporada 94/95, en un CD Badajoz-Getafe CF disputado en el Estadio "El Vivero" que acabó con el resultado final de 2 a 0 y a la postre sería la mayor victoria en casa de la temporada.

## Presidentes
El Badajoz ha tenido destacados presidentes durante su dilatada, sufrida y exitosa trayectoria: el reconocido conductor argentino Marcelo Tinelli, Miguel Ávila, Augusto Marzal, Luis Bermejo, Francisco Reina, Jesús Carrillo, Antonio Ballesteros, Vicente Folgado, Antonio Guevara, Félix Castillo, Adelardo Rodríguez, entre otros.

## Palmarés

### Torneos internacionales
- Campeón del Trofeo Ibérico de Fútbol (2): 1985 y 1986.

### Torneos nacionales
- Campeón de Segunda B - Grupo IV (1): 1990/91.
- Campeón de Tercera División (5): 1952/53, 1964/65, 1966/67, 1985/86, 2009/10.

| Títulos oficiales | Nacionales   | Nacionales | Nacionales | Nacionales | Nacionales | Nacionales | Nacionales | Europeos | Europeos | Europeos | Europeos | Mundiales | Mundiales | Total |   |   |
| ----------------- | ------------ | ---------- | ---------- | ---------- | ---------- | ---------- | ---------- | -------- | -------- | -------- | -------- | --------- | --------- | ----- | - | - |
| Títulos oficiales | C.D. Badajoz | -          | -          | 1          | 5          | -          | -          | -        | -        | -        | -        | -         | -         | Total | - | 6 |

- Subcampeón de la Copa de la Liga de Segunda B (1): 1984/85.
- Subcampeón de Segunda B (2): 1987/88, 1991/92.
- Subcampeón de Tercera División (1): 1986/87.

### Torneos regionales
- Campeón (5): 1933/34, 1939/40, 1940/41, 1941/42 y 1942/43.

### Otros galardones y reconocimientos
- Placa de Plata de la Real Orden del Mérito Deportivo: 2008.
- Premio Extremeños de Hoy concedido por el Diario Hoy con motivo del Centenario del club: 2005.
- Recepción Oficial en el Palacio de la Zarzuela de S.A.R. el Príncipe de Asturias, con motivo del Centenario del Club: 2006.
- Concesión por parte del Ayuntamiento de Badajoz del nombre "Club Deportivo Badajoz" a una vía pública de la ciudad: 2010.

#### Trofeos Amistosos
- Trofeo Luis Bermejo: (20) 1967, 1968, 1970, 1971, 1973, 1974, 1977, 1978, 1979, 1980, 1981, 1983, 1986, 1987, 1989, 1990, 1991, 1992, 1993, 1996
- Trofeo Ciudad de Almendralejo: (4) 1974, 1979, 1992, 1999
- Trofeo Ibérico: (2) 1985, 1986,
- Trofeo Ciudad de Cáceres: (3) 1983, 2000, 2019
- Trofeo Ciudad de Mérida: (2) 1971, 1975
- Trofeo Villa de Leganés: (1) 1988
- Trofeo Alcarria: (1) 1998
- Trofeo Feria de Toledo: (1) 1999

### Trofeo Zamora
- Emilio López Fernández logró el Trofeo Zamora del Diario Marca como portero menos goleado de la (Segunda división) en la temporada (1996-97). Emilio encajó 22 goles en 36 partidos con un coeficiente de 0,61.